# Roland Hofer
Roland Hofer (Vipiteno, 24 giugno 1990) è un hockeista su ghiaccio italiano, di ruolo difensore.

## Carriera
Nacque e crebbe a Vipiteno, si formò nella squadra della sua città, con la quale esordì in seconda serie nel campionato 2006-2007.
A diciotto anni si trasferì in Finlandia, dove - in sei stagioni - indossò le maglie di HIFK (campionato under-20, stagione 2008-2009), Vaasan Sport (con cui, oltre al campionato giovanile, esordì nella Mestis 2009-2010), Pelicans Lahti (campionato under-20 2010-2011), Heinolan Kiekko (Mestis 2010-2011) ed Heinolan Peliitat (Mestis 2011-2014).
Fece ritorno in una squadra altoatesina nell'estate del 2014, quando firmò con l'Hockey Club Bolzano per disputare la EBEL. Fu confermato anche per la stagione successiva, ma nel febbraio 2016 venne escluso dalla rosa per fare posto nel roster a Davide Nicoletti.
Nell'estate del 2016 si accasò al Renon, con cui vinse il campionato italiano e la Alps Hockey League, e che lo confermarono poi anche per la stagione successiva, conclusa con la vittoria del seconcdo scudetto consecutivo e della supercoppa italiana.
Fece ritorno poi per una stagione al Vipiteno (2018-2019), per poi passare per quella successiva al Val Pusteria.
Nel settembre 2020 sottoscrisse un contratto con il Fassa.

## Palmarès

### Club
- Campionato italiano: 2

Renon: 2016-2017, 2017-2018
- Alps Hockey League: 1

Renon: 2016-2017
- Supercoppa italiana: 1

Renon: 2017

### Giovanili
- Campionato italiano U19: 2

Vipiteno: 2006-2007, 2007-2008

### Nazionale
- Campionato mondiale di hockey su ghiaccio Under-20 - Seconda Divisione: 1

Italia 2008

### Individuale
- Maggior numero di assist per un difensore della Serie A: 1

2018-2019 (2 assist)
- Maggior numero di reti per un difensore della Serie A: 1

2019-2020 (1 rete)